# Pallanuoto ai campionati mondiali di nuoto 1986 - Torneo maschile
La V edizione del campionato mondiale di pallanuoto si è svolta a Madrid, Spagna, nell'ambito dei quinti campionati mondiali di nuoto organizzati dalla FINA. Diversamente dal solito hanno partecipato solo 15 squadre.
La formula del torneo ha subito un cambiamento rispetto all'edizione precedente: sono state disputate tre fasi a gironi, ereditando i risultati degli scontri diretti, ma l'assegnazione delle medaglie è avvenuta, anziché tramite il consueto girone finale, attraverso gare a eliminazione diretta.
La Jugoslavia ha colto il suo primo successo mondiale, superando in finale l'Italia dopo ben quattro supplementari. Il bronzo è andato all'Unione Sovietica.

## Squadre partecipanti
GRUPPO A
- Israele
- Italia
- Spagna
- Ungheria

GRUPPO B
- Australia
- Cuba
- Jugoslavia

GRUPPO C
- Canada
- Francia
- Germania Ovest
- Paesi Bassi

GRUPPO D
- Brasile
- Grecia
- Stati Uniti
- Unione Sovietica

## Prima Fase

### Gruppo A
|    | Squadra  | Pt | G | V | P | S | GF | GS | Diff |
| -- | -------- | -- | - | - | - | - | -- | -- | ---- |
| 1. | Italia   | 6  | 3 | 3 | 0 | 0 | 24 | 20 | +4   |
| 2. | Spagna   | 4  | 3 | 2 | 0 | 1 | 35 | 19 | +16  |
| 3. | Ungheria | 2  | 3 | 1 | 0 | 2 | 29 | 18 | +11  |
| 4. | Israele  | 0  | 3 | 0 | 0 | 3 | 13 | 44 | -31  |

| Data     | Ora   | Gara     | Gara   | Gara     |
| -------- | ----- | -------- | ------ | -------- |
| 14-08-86 | 09:00 | Ungheria | 16 - 2 | Israele  |
| 14-08-86 | 19:45 | Italia   | 8 - 7  | Spagna   |
| 15-08-86 | 18:30 | Italia   | 9 - 8  | Ungheria |
| 15-08-86 | 19:45 | Spagna   | 21 - 6 | Israele  |
| 15-08-86 | 09:00 | Italia   | 7 - 5  | Israele  |
| 15-08-86 | 19:45 | Spagna   | 7 - 5  | Ungheria |

### Gruppo B
|    | Squadra    | Pt | G | V | P | S | GF | GS | Diff |
| -- | ---------- | -- | - | - | - | - | -- | -- | ---- |
| 1. | Jugoslavia | 3  | 2 | 1 | 1 | 0 | 23 | 15 | +8   |
| 2. | Cuba       | 3  | 2 | 1 | 1 | 0 | 23 | 21 | +2   |
| 3. | Australia  | 0  | 2 | 0 | 0 | 2 | 14 | 24 | -10  |

| Data     | Ora   | Gara       | Gara    | Gara      |
| -------- | ----- | ---------- | ------- | --------- |
| 14-08-86 | 18:30 | Jugoslavia | 12 - 4  | Australia |
| 15-08-86 | 11:30 | Cuba       | 12 - 10 | Australia |
| 15-08-86 | 10:15 | Jugoslavia | 11 - 11 | Cuba      |

### Gruppo C
|    | Squadra        | Pt | G | V | P | S | GF | GS | Diff |
| -- | -------------- | -- | - | - | - | - | -- | -- | ---- |
| 1. | Germania Ovest | 6  | 3 | 3 | 0 | 0 | 26 | 14 | +12  |
| 2. | Francia        | 4  | 3 | 2 | 0 | 1 | 18 | 20 | -2   |
| 3. | Canada         | 2  | 3 | 1 | 0 | 2 | 17 | 21 | -4   |
| 4. | Paesi Bassi    | 0  | 3 | 0 | 0 | 3 | 15 | 21 | -6   |

| Data     | Ora   | Gara           | Gara   | Gara        |
| -------- | ----- | -------------- | ------ | ----------- |
| 14-08-86 | 10:15 | Germania Ovest | 8 - 3  | Canada      |
| 14-08-86 | 11:30 | Francia        | 5 - 4  | Paesi Bassi |
| 15-08-86 | 09:00 | Canada         | 8 - 4  | Paesi Bassi |
| 15-08-86 | 12:45 | Germania Ovest | 10 - 4 | Francia     |
| 15-08-86 | 11:30 | Francia        | 9 - 6  | Canada      |
| 15-08-86 | 12:45 | Germania Ovest | 8 - 7  | Paesi Bassi |

### Gruppo D
|    | Squadra          | Pt | G | V | P | S | GF | GS | Diff |
| -- | ---------------- | -- | - | - | - | - | -- | -- | ---- |
| 1. | Stati Uniti      | 6  | 3 | 3 | 0 | 0 | 38 | 17 | +21  |
| 2. | Unione Sovietica | 4  | 3 | 2 | 0 | 1 | 36 | 27 | +9   |
| 3. | Brasile          | 1  | 3 | 0 | 1 | 2 | 25 | 40 | -15  |
| 4. | Grecia           | 1  | 3 | 0 | 1 | 2 | 19 | 34 | -15  |

| Data     | Ora   | Gara             | Gara    | Gara             |
| -------- | ----- | ---------------- | ------- | ---------------- |
| 14-08-86 | 12:45 | Unione Sovietica | 16 - 10 | Brasile          |
| 14-08-86 | 18:30 | Stati Uniti      | 13 - 3  | Grecia           |
| 15-08-86 | 10:15 | Stati Uniti      | 15 - 6  | Brasile          |
| 15-08-86 | 17:15 | Unione Sovietica | 12 - 7  | Grecia           |
| 15-08-86 | 11:30 | Stati Uniti      | 10 - 8  | Unione Sovietica |
| 15-08-86 | 17:15 | Brasile          | 9 - 9   | Grecia           |

## Seconda Fase

### 1º - 8º posto

#### Gruppo E
|    | Squadra    | Pt | G | V | P | S | GF | GS | Diff |
| -- | ---------- | -- | - | - | - | - | -- | -- | ---- |
| 1. | Jugoslavia | 5  | 3 | 2 | 1 | 0 | 29 | 22 | +7   |
| 2. | Italia     | 4  | 3 | 2 | 0 | 1 | 22 | 22 | 0    |
| 3. | Cuba       | 3  | 3 | 1 | 1 | 1 | 30 | 31 | -1   |
| 4. | Spagna     | 0  | 3 | 0 | 0 | 3 | 24 | 30 | -6   |

| Data     | Ora   | Gara       | Gara    | Gara   |
| -------- | ----- | ---------- | ------- | ------ |
| 18-08-86 | 17:15 | Jugoslavia | 10 - 6  | Spagna |
| 18-08-86 | 18:30 | Italia     | 9 - 7   | Cuba   |
| 19-08-86 | 16:00 | Cuba       | 12 - 11 | Spagna |
| 19-08-86 | 20:30 | Jugoslavia | 8 - 5   | Italia |

### Gruppo F
|    | Squadra          | Pt | G | V | P | S | GF | GS | Diff |
| -- | ---------------- | -- | - | - | - | - | -- | -- | ---- |
| 1. | Stati Uniti      | 5  | 3 | 2 | 1 | 0 | 26 | 23 | +3   |
| 2. | Unione Sovietica | 4  | 3 | 2 | 0 | 1 | 30 | 22 | +8   |
| 3. | Germania Ovest   | 2  | 3 | 1 | 0 | 2 | 27 | 23 | +4   |
| 4. | Francia          | 1  | 3 | 0 | 1 | 2 | 14 | 29 | -15  |

| Data     | Ora   | Gara             | Gara   | Gara           |
| -------- | ----- | ---------------- | ------ | -------------- |
| 18-08-86 | 16:00 | Unione Sovietica | 13 - 4 | Francia        |
| 18-08-86 | 20:30 | Stati Uniti      | 10 - 9 | Germania Ovest |
| 19-08-86 | 17:15 | Stati Uniti      | 6 - 6  | Francia        |
| 19-08-86 | 20:30 | Unione Sovietica | 9 - 8  | Germania Ovest |

### 9º - 15º posto

#### Gruppo G
|    | Squadra   | Pt | G | V | P | S | GF | GS | Diff |
| -- | --------- | -- | - | - | - | - | -- | -- | ---- |
| 1. | Ungheria  | 4  | 2 | 2 | 0 | 0 | 23 | 8  | +15  |
| 2. | Australia | 2  | 2 | 1 | 0 | 1 | 17 | 8  | +9   |
| 3. | Israele   | 0  | 2 | 0 | 0 | 2 | 3  | 27 | -24  |

| Data     | Ora   | Gara      | Gara   | Gara      |
| -------- | ----- | --------- | ------ | --------- |
| 18-08-86 | 10:45 | Australia | 11 - 1 | Israele   |
| 19-08-86 | 12:00 | Ungheria  | 7 - 6  | Australia |

#### Gruppo H
|    | Squadra     | Pt | G | V | P | S | GF | GS | Diff |
| -- | ----------- | -- | - | - | - | - | -- | -- | ---- |
| 1. | Grecia      | 5  | 3 | 2 | 1 | 0 | 20 | 16 | +4   |
| 2. | Brasile     | 5  | 3 | 2 | 1 | 0 | 25 | 18 | +7   |
| 3. | Canada      | 2  | 3 | 1 | 0 | 2 | 16 | 19 | -3   |
| 4. | Paesi Bassi | 0  | 3 | 0 | 0 | 3 | 12 | 20 | -8   |

| Data     | Ora   | Gara    | Gara  | Gara        |
| -------- | ----- | ------- | ----- | ----------- |
| 18-08-86 | 09:30 | Grecia  | 5 - 3 | Paesi Bassi |
| 18-08-86 | 12:00 | Brasile | 9 - 4 | Canada      |
| 19-08-86 | 09:30 | Brasile | 7 - 5 | Paesi Bassi |
| 19-08-86 | 10:45 | Grecia  | 6 - 4 | Canada      |

## Fase Finale

### Gruppo 5º - 8º posto
|    | Squadra        | Pt | G | V | P | S | GF | GS | Diff |
| -- | -------------- | -- | - | - | - | - | -- | -- | ---- |
| 5. | Spagna         | 4  | 3 | 2 | 0 | 1 | 37 | 24 | +13  |
| 6. | Germania Ovest | 4  | 3 | 2 | 0 | 1 | 29 | 27 | +2   |
| 7. | Cuba           | 3  | 3 | 1 | 1 | 1 | 27 | 29 | -2   |
| 8. | Francia        | 1  | 3 | 0 | 1 | 2 | 15 | 28 | -13  |

| Data     | Ora   | Gara           | Gara   | Gara     |
| -------- | ----- | -------------- | ------ | -------- |
| 21-08-86 | 16:00 | Spagna         | 15 - 8 | Germania |
| 21-08-86 | 17:15 | Cuba           | 7 - 7  | Francia  |
| 22-08-86 | 16:00 | Spagna         | 11 - 4 | Francia  |
| 22-08-86 | 17:15 | Germania Ovest | 11 - 8 | Cuba     |

### Gruppo 9º - 12º posto
|     | Squadra   | Pt | G | V | P | S | GF | GS | Diff |
| --- | --------- | -- | - | - | - | - | -- | -- | ---- |
| 9.  | Ungheria  | 6  | 3 | 3 | 0 | 0 | 29 | 25 | +4   |
| 10. | Australia | 4  | 3 | 2 | 0 | 1 | 27 | 16 | +11  |
| 11. | Grecia    | 1  | 3 | 0 | 1 | 2 | 24 | 30 | -6   |
| 12. | Brasile   | 1  | 3 | 0 | 1 | 2 | 22 | 31 | -9   |

| Data     | Ora   | Gara      | Gara    | Gara    |
| -------- | ----- | --------- | ------- | ------- |
| 21-08-86 | 10:45 | Ungheria  | 11 - 9  | Brasile |
| 21-08-86 | 12:00 | Australia | 10 - 5  | Grecia  |
| 22-08-86 | 10:45 | Australia | 11 - 4  | Brasile |
| 22-08-86 | 12:00 | Ungheria  | 11 - 10 | Grecia  |

### Gruppo 13º - 15º posto
|     | Squadra     | Pt | G | V | P | S | GF | GS | Diff |
| --- | ----------- | -- | - | - | - | - | -- | -- | ---- |
| 13. | Canada      | 3  | 2 | 1 | 1 | 0 | 16 | 12 | +4   |
| 14. | Paesi Bassi | 2  | 2 | 1 | 0 | 1 | 12 | 14 | -2   |
| 15. | Israele     | 1  | 2 | 0 | 1 | 1 | 14 | 16 | -4   |

| Data     | Ora   | Gara        | Gara  | Gara    |
| -------- | ----- | ----------- | ----- | ------- |
| 21-08-86 | 09:30 | Paesi Bassi | 8 - 6 | Israele |
| 22-08-86 | 09:30 | Israele     | 8 - 8 | Canada  |

### Semifinali
| Madrid 21 agosto 1986, ore 18:30 | Stati Uniti | 9 – 10 | Italia |  |

| Madrid 21 agosto 1986, ore 20:30 | Jugoslavia | 8 – 7 | Unione Sovietica |  |

### Finale 3º posto
| Madrid 22 agosto 1986, ore 18:30 | Stati Uniti | 6 – 8 (d.2t.s.) (0-0, 2-2, 1-0, 2-3; 1-1, 2-0) | Unione Sovietica |  |

### Finale 1º posto
| Madrid 22 agosto 1986, ore 18:30 | Jugoslavia | 12 – 11 (d.4t.s.) (1-2, 0-2, 4-2, 2-1; 2-2, 0-0, 1-1, 2-1) | Italia |  |

## Classifica Finale
| Pos.    | Squadra          |
| ------- | ---------------- |
| Oro     | Jugoslavia       |
| Argento | Italia           |
| Bronzo  | Unione Sovietica |
| 4       | Stati Uniti      |
| 5       | Spagna           |
| 6       | Germania Ovest   |
| 7       | Cuba             |
| 8       | Francia          |
| 9       | Ungheria         |
| 10      | Australia        |
| 11      | Grecia           |
| 12      | Brasile          |
| 13      | Canada           |
| 14      | Paesi Bassi      |
| 15      | Israele          |